# Plan national santé-environnement
Le PNSE ou Plan national santé environnement  vise — en France — à développer une approche pluridisciplinaire du thème « Santé-Environnement ». Il est rédigé, mis à jour, et traduit en action concrètes sous l'égide d'un « groupe de suivi » (présidé par la députée Anne-Cécile Violland).

Il devait notamment intégrer l'écotoxicologie et de l'écoépidémiologie aux approches sanitaires classiques, sur le court, moyen et long terme et sur la base de trois entrées thématiques :
- entrée environnementale par milieux (air, eau, sol, environnement intérieur (qualité de l'air intérieur, radon…) ;
- entrée environnementale par polluant, contaminant ou nuisance (particules, pesticides, substances chimiques, bruit, intrusion lumineuse…) ;
- entrée sanitaire par pathologies potentiellement environnementale (cancers, maladies cardiovasculaires, neurologiques, pathologies respiratoires (dont asthme), santé reproductive/fertilité…) ;
- entrée populationnelle par type de vulnérabilité (femmes enceintes, enfants, personnes âgées ou certaines maladies chroniques telles que l'asthme…).

Chaque PNSE est décliné en Plans régionaux santé-environnement.

## Les PNSE et leur contexte en France
Un premier PNSE (PNSE 1) a été élaboré en France pour la période 2004-2008.

Un second plan (PNSE 2), intégrant les préconisations du Grenelle de l'environnement, a été adopté en 2009, après consultation des acteurs de la santé.

Un PNSE 3 (2015-2019)

Un PNSE 4 a été lancé en 2021
Outre ces deux plans qui traduisent et organisent des priorités en santé environnementale, les gouvernements successifs ont mis en place des plans thématiques : Plan Cancer, plan de sécurité routière, plan « accidents de la vie courante » (présenté le 24 juin 2004), plan canicule (actif depuis le 1er juin 2006) et grand froid, plan chlordécone, plan PCB, plan radon, plan écophyto 2018, plan d’action contre les marchands de sommeil, plan de cohésion sociale, plans nationaux pour l’inclusion et du plan d’éradication de l’habitat indigne, plan santé travail 2005-2009…), un PNRPE (programme national de recherche sur les perturbateurs endocriniens), etc.

### PNSE 1 (2004-2008)
Annoncé par le Président de la République en janvier 2003 et élaboré sous l'autorité des ministres chargés de la Santé, de l'Écologie, du Travail et de la Recherche, le PNSE 1 a été adopté le 21 juin 2004 pour cinq ans, à partir des propositions du rapport de la Commission d'orientation remis en février 2004. Selon le gouvernement, ce PNSE 1 s'inscrivait dans les orientations de la Charte de l'environnement et dans la stratégie européenne de l'Organisation mondiale de la santé, réaffirmée lors des conférences de Londres en 1999 et de Budapest en 2004.Le ministère français de la Santé en a tiré un premier bilan à deux ans, en juillet 2006) puis un second bilan effectué (juillet 2007) selon lequel 60 % des actions étaient bien avancées à cette date, mais avec un déficit de gouvernance par manque d'association des parties prenantes, et un retard pour 10 mesures importantes (développement des plans de déplacements urbains et de protection de l'atmosphère, traitement de 20 000 logements insalubres par an, prévention des risques liés aux substances reprotoxiques, etc.) 
Le PNSE 1, via 45 actions classées en 8 axes, visait à couvrir le champ des interrelations entre environnement et santé, dont par l'identification et une meilleure prise en compte de l’ensemble des polluants et des milieux de vie. Il répondait aussi au Sixième programme d'action de l'Union européenne pour l'environnement qui inclut un volet « Environnement et santé » visant à « atteindre une qualité de l'environnement qui ne met pas en péril ni influence négativement la santé des personnes ». Il proposait de :
- identifier les risques pour la santé (dont des enfants et personnes âgées) pour "légiférer en conséquence";
- introduire des priorités environnementales et sanitaires dans d'autres politiques, et dans la législation relative à l'eau, l'air, les déchets et le sol ;
- développer la recherche dans le domaine santé-environnement ;
- évaluer mieux les risques des produits chimiques (Cf. directive Reach); dont par une amélioration et une meilleure communication des fiches de données de sécurité ;
- interdire ou limiter les pesticides les plus dangereux et par de meilleures pratiques d'utilisation ;
- mettre en œuvre de la législation relative à l'eau (Directive cadre sur l'eau...) ;
- produire des normes sur la qualité de l'air et une stratégie sur la pollution atmosphérique ;
- Produire et appliquer une directive sur le bruit.

Parallèlement, un « Baromètre Santé-environnement » (de l’INPES), mesure (par sondages) les attitudes et opinions des Français (de 18 à 75 ans) face à la perception des risques liés à l'environnement (pollution des sols de l’air (dont air intérieur) et des eaux dont par les pesticides et autres substances potentiellement dangereuses... intoxications au monoxyde de carbone, radon, légionelles, bruit et téléphonie mobile. Le premier "baromètre" a été publié en 2008 par l'INPES , avec la même méthode que les enquêtes antérieures de l'INPES. Selon ce baromètre, plus d’un tiers (36 %) de la population avait en 2007 déjà entendu parler du PNSE.
Un site portail en santé-environnement-travail a été créé par l’AFSSET alors que le plan était progressivement décliné dans chaque région (24 PRSE) dont certaines s'étaient déjà dotées d'un plan santé-environnement. Il a fait l'objet d'une évaluation à mi-parcours, présentée au gouvernement en juillet 2007, puis d'un bilan. Un groupe de travail a fait, à la suite du Grenelle de l'Environnement des propositions pour un second PNSE (remises au gouvernement le 14 avril 2009).

#### Évaluation
Une évaluation à mi-étape (2007) a été faite pour notamment préparer le plan suivant

### PNSE 2 (2009-2013)
Il veut intégrer le principe de précaution (au sens de la charte de l'environnement, art. 5), contribuer à appliquer plusieurs directives européennes et certaines propositions du grenelle de l'environnement, qui – fin 2007 – souhaitait une mise à jour du PNSE 1 développant notamment :
- le thème de l'air intérieur ;
- la réduction des inégalités environnementales ; inégalités d’exposition aux nuisances ou inégalités géographiques), inégalités de sensibilité (personnes vulnérables) ou les inégalités dans les moyens d’action (inégalités sociales) ;
- un mode de gouvernance par les 5 collèges du Grenelle (élargie à des représentants de consommateurs, de malades et de victimes), y compris pour la mise à jour des plans régionaux santé environnement (PRSE 2).

Le Plan aura finalement comme axes prioritaires :
-réduire les expositions responsables de pathologies à fort impact sur la santé (cancers, maladies cardiovasculaires, pathologies respiratoires, neurologiques…), en se dotant aussi d’outils pour évaluer et gérer des risques émergents (qui ne sont pas encore absolument bien définis) ; Pour cela, il se donne comme objectif
– réduction des émissions de particules dans l’air ;
– réduction des émissions de 6 substances toxiques prioritaires ;
– améliorer la qualité de l’air intérieur des bâtiments ;
– réduire l'exposition des travailleurs aux CMR (cancérigènes, mutagènes ou reprotoxiques) ;
– développer des transports respectueux de la santé.
– réduire les inégalités environnementales, en tenant donc compte de la vulnérabilité particulière des enfants ou de personnes fragilisées (dont par des allergies, l'asthme, un cancer antérieur, la pauvreté, une déficience intellectuelle ou immunitaire, un moindre accès aux soins, un environnement pollué, etc.) à la plupart des toxiques environnementaux, avec comme priorités :
– réduire l’exposition aux CMR pour les enfants, les femmes enceintes ; Gérer les risques liés aux reprotoxiques et aux perturbateurs endocriniens ;
– limiter le risque d'exposition dans les bâtiments recevant des enfants ;
– mieux lutter contre les atteintes et traumatismes auditifs induit par l’écoute de la musique amplifiée ;
– prévenir les allergies ;
– mieux prendre en charge les maladies potentiellement « environnementales » ;
– résorber l’habitat indigne, garantir l'accès à l’eau potable, identifier et traiter les « points noirs » environnementaux et gérer les séquelles (contaminations passées) de l’histoire industrielle ou de la proximité d’infrastructure, réduire les nuisances liées au bruit, l’exposition à des contaminants naturels tels que l'amiante naturel ou le [radon].
12 mesures phares que sont :
1. réduire de 30 % les PM 2,5 (particules de taille inférieure à 2,5 μm) dans l'air d’ici 2015, ainsi que les émissions de mercure, arsenic, hydrocarbures aromatiques polycycliques (HAP), benzène, perchloroéthylène et PCB/dioxines dans l'air et l'eau ;
2. étiquetage sanitaire (matériaux de construction, de décoration) et obligation d'usage de produits moins émissifs dans les crèches et écoles ;
3. favoriser les mobilités douces ;
4. protéger les 500 périmètres de champs captant les plus menacés ;
5. connaître et réduire les médicaments dans l’environnement, avec en juillet 2009 l’élaboration d’un plan national ;
6. programme de biosurveillance sanitaire de la population dès 2010 ;
7. tester dans quatre régions la traçabilité des expositions professionnelles ;
8. Renforcer les contrôles des substances mises sur le marché (notamment concernant le risque pour les enfants) ;
9. améliorer l'air des bâtiments accueillant des enfants (test de surveillance de la qualité de l’air dans 300 crèches et écoles, dès fin 2009); lister et traiter les crèches et écoles construites sur des sols pollués ;
10. créer des postes de conseillers « Habitat santé » pouvant notamment se déplacer à domicile ;
11. traiter 20 000 logements/an pour résorber l’habitat indigne ;
12. Identifier et gérer les « points noirs environnementaux ».

Le plan se veut aussi un lieu de réflexion sur les risques émergents (nanotechnologies, ondes électromagnétiques, perturbateurs endocriniens… ). Différents outils de veille devraient être développés, comme une liste de substances dont il faut limiter les rejets dans l'environnement et un programme de biosurveillance humaine. L'Association Santé Environnement France (ASEF) a participé au comité de suivi du PNSE 2.
Le PNSE 2 est décliné en 16 fiches-action, qui transposent notamment les propositions du Grenelle de l'environnement concernant la santé et l'environnement. L'État s'engage à mobiliser plus de 490 millions d’euros sur cinq ans.

#### Évaluation du PNSE 2 (publiée en 2013)
Sur la base des rapports annuels d'évaluation, de l'étude de 28 actions (parmi les 58 du PNSE2), et de l'analyse de 5 PRSE 2, un rapport d'évaluation du HCSP (Haut Conseil de la santé publique) a été produit(2013-09-19) ; il a étudié le PNSE II via 6 questions évaluatives et des critères tels que : « qualité de l’air extérieur et intérieur, des milieux aquatiques et de l’eau de boisson ; des émissions et expositions aux substances toxiques dans l’environnement ; des expositions professionnelles, au bruit, de certaines populations plus vulnérables (enfants, femmes en âge de procréer) à des substances préoccupantes, reprotoxiques et des perturbateurs endocriniens ; des points noirs environnementaux ; de l’habitat indigne ». L’évaluation portait aussi sur l’efficacité de réduction des inégalités sociales et territoriales en matière de santé environnementale.
Selon le HCSP le plan a permis de mobiliser de nombreux acteurs publics et privés, mais avec des résultats difficiles à mesurer. Les systèmes d'informations se sont améliorés, mais il manque encore d'indicateurs adéquats  (dont sur la qualité écologique des milieux ou sur les expositions de la population en général, et il faut améliorer la résolution spatiale et temporelle de ces systèmes, la qualité et la fréquence de mise à jour, absence de données sur un certain nombre de polluants ou dans certains compartiments de l’environnement, articulation national/régional, etc.).

La qualité de l'air extérieur ne s’est pas améliorée sur la période. Les expositions au CO et au radon n’ont pas diminué, de même semble-t-il pour les polluants de l'air extérieur, avec une « stagnation des immissions urbaines, malgré des émissions nationales en baisse » ; mais au robinet, l'eau aurait gagné en qualité« sur un panel très large de polluants tels que les nitrates, les pesticides, les métaux (dont plomb, mercure, arsenic) »… mais « il reste encore de fortes marges de progression ».
L’état des lieux initial devrait être mieux construit, et les objectifs énoncés plus « cohérents avec l'état des lieux présenté » et plus précis et mieux quantifiés, sans confondre les objectifs généraux, intermédiaires, les stratégies et les actions ». Le HCSP plaide pour un modèle logique » et critiques une prise en compte insuffisante des substances toxiques, des points noirs environnementaux, des milieux aquatiques, du bruit et de l'air intérieur.
Le HCSP devait aussi voir si les nouveaux objectifs « environnementaux » et concernant le « travail » de la loi de santé publique de 2004 étaient atteints. Un seul est atteint (et dépassé) c’est celui de réduire de 50 % la prévalence des enfants ayant une plombémie supérieure à 100 µg/l et de passer de 2 % en 1996 à 1 % en 2008 (selon l'enquête Saturninf de l'InVS). Les autres ne sont pas atteints ou ne peuvent être évalués.
Pour le PNSE III, outre des préconisations thématiques (cf. air intérieur, pollens, bruit, etc.), le HCSP recommande d’améliorer la logique du plan, d'associer les Régions en amont, d’élargir le nombre des acteurs associés, d'analyser les pratiques environnementales d'autres pays, de mieux lier les différents plans nationaux intéressant la santé environnementale, d’inclure l'alimentation dans le plan, de doter le PNSE III d'objectifs précis et quantifiés, d'élaborer un panel réduit d'indicateurs pertinents, de centraliser et coordonner la collecte des informations, de développer un outil de suivi commun au PNSE et aux PRSE, d'étendre l'accès effectif du public aux données publiques environnementales et de systématiser l'étude de l'impact des actions et politiques publiques sur les inégalités socio-territoriales.

### PNSE 3 (2015-2019)
Le PNSE 3 s'organise autour de 4 axes : la prévention générale et collective, la prévention individuelle et ciblée, la lutte contre les inégalités territoriales de santé, le renforcement de la dynamique en santé-environnement dans les territoires. Il repose sur quatre principes :
- Agir pour un environnement favorable à la santé pour tous et en priorité pour les individus les plus vulnérables
- Mettre l’individu et la collectivité au centre du dispositif et intégrer la notion de bien-être (au sens de l’OMS) dans la définition de la santé environnementale.
- Favoriser les actions de prévention en agissant à la source ou en protégeant les populations et en faisant respecter le principe pollueur–payeur.
- Réduire les inégalités environnementales d’exposition.

27 actions ont été prescrites concernant les enjeux sanitaires prioritaires. 53 actions concernant les enjeux de connaissance des expositions, 10 actions pour la santé et l'environnement et 17 actions autour des enjeux d'information et de communication.
Deux rapports rendus en décembre 2019, l’un de l’inspection générale des affaires sociales (IGAS) et l’autre du Conseil général de l'environnement et du développement durable (CGEDD), concluent que le plan était essentiellement un effet d'annonce et n’a eu « aucun impact sanitaire positif mesurable ».
Le PNSE3 a donné lieu à la publication de rapports de suivi pour informer sur l’avancement des actions du plan et sur les recommandations émises par les groupes de suivi.
Ils sont disponibles pour l'année PNSE3 : Rapport de suivi pour l’année 2015, PNSE3 : Rapport de suivi pour l’année 2016 et PNSE3 : Rapport de suivi pour 2017-2018

#### Évaluation des PNSE 1, 2 et 3 (publié en 2022)
Le Haut conseil de la santé publique (HCSP) a publié le lundi 20 juin 2022, son Évaluation globale des Plans nationaux santé – environnement (2004-2019). Daté de mars 2022, il retrace l’évolution des politiques publiques en santé-environnement en France au cours des quinze dernières années et émet 10 recommandations générales et 6 autres plus spécifiques.

### PNSE 4 (2021-2025)
Le PNSE 4 est le fruit d’une concertation menée depuis janvier 2019 dans le cadre du Groupe Santé Environnement (GSE) et s'organise autour de 4 axes, déclinés en 20 principes : 
1. Une meilleure information pour protéger sa santé et celle de son environnement grâce à des outils simples et facilement accessibles ;
2. Réduire les expositions environnementales et leur impact sur la santé et celle des écosystèmes ;
3. Impliquer davantage les collectivités, pour que la santé environnement se décline dans les territoires (communes, établissements publics de coopération intercommunale, départements, régions) ;
4. Grâce à la recherche, mieux connaître les expositions tout au long de la vie et comprendre les effets des pollutions de l’environnement sur la santé.

## En Suisse
Un Plan d'action environnement et santé (PAES), a été - dans le même esprit - mis en place à la suite du sommet de la Terre de Rio, a duré dix ans et se termine fin 2007 sans qu'une suite ne semble prévue. Ce plan coordonné par la Section Santé et environnement de l'OFSP avait trois priorités :
1. « Nature et bien-être » ;
2. « Mobilité et bien-être » ;
3. « Habitat et bien-être ».

En septembre 2004, la Suisse romande a relayé ce travail avec un « Plan d'action environnement et santé » PAES local pour encourager des projets romands.